# Caretta
Caretta – rodzaj żółwi skrytoszyjnych z rodziny żółwi morskich (Cheloniidae).

## Zasięg występowania
Rodzaj obejmuje jeden współcześnie żyjący gatunek występujący w wodach Oceanu Spokojnego, Atlantyckiego, Indyjskiego i Morza Śródziemnego.

## Systematyka

### Etymologia
- Caretta: epitet gatunkowy Testudo caretta Linnaeus, 1758[2]; fr. caret „karetta” lub „żółw szylkretowy”, od hiszp. carey „żółw szylkretowy”[9].
- Thalassochelys: gr. θαλασσα thalassa „morze”[10]; χελυς khelus „żółw rzeczny”[11]. Gatunek typowy: Testudo caouana Lacépède, 1788 (= Testudo caretta Linnaeus, 1758).
- Caouana: epitet gatunkowy Testudo caouana Lacépède, 1788; fr. caouanne „karetta”[4]. Gatunek typowy: Testudo caouana Lacépède, 1788 (= Testudo caretta Linnaeus, 1758).
- Halichelys: gr. ἁλς hals, ἁλος halos „morze”[12]; χελυς khelus „żółw rzeczny[11]. Gatunek typowy: Caretta atra Merrem, 1820 (= Testudo caretta Linnaeus, 1758).
- Eremonia: etymologia niejasna, Gray nie wyjaśnił pochodzenia nazwy rodzajowej[6], być może od gr. ηρεμα ērema „spokojnie, powoli”[13]. Gatunek typowy: Eremonia elongata J.E. Gray, 1873 (= Testudo caretta Linnaeus, 1758).

### Podział systematyczny
Do rodzaju należy jeden występujący współcześnie gatunek:
- Caretta caretta (Linnaeus, 1758) – karetta[14]

oraz gatunek wymarły:
- Caretta patriciae Zug, 2001